# Phloeus brevis
Phloeus brevis là một loài bọ cánh cứng trong họ Cerambycidae.